# Massacre de Memphis de 1866
O massacre de Memphis de 1866 foi uma série de eventos violentos que ocorreu de 1 a 3 de maio de 1866, em Memphis, Tennessee. A violência racial foi provocada pelo racismo político e social que se seguiu à Guerra Civil Americana, durante a fase inicial da Reconstrução dos Estados Unidos. Após uma troca de tiros entre policiais brancos e veteranos negros recentemente saídos do Exército da União, multidões de residentes e policiais brancos percorreram os bairros negros e as casas dos libertos, atacando e matando soldados e civis negros, além de cometerem muitos atos de roubo e incêndios. 
Tropas federais foram enviadas para reprimir a violência e a paz foi restabelecida no terceiro dia. Um relatório posterior elaborado por uma comissão conjunta do Congresso [en] descreveu em detalhes a carnificina, sendo que os negros sofreram, de longe, a maioria dos ferimentos e mortes: 46 negros e 2 brancos foram mortos, 75 negros ficaram feridos, mais de 100 negros foram assaltados, 5 mulheres negras foram violentadas e 91 casas, 4 igrejas e 8 escolas (todas as igrejas e escolas negras) foram incendiadas na comunidade negra. As estimativas modernas apontam para perdas de propriedade superiores a 100.000 dólares, principalmente pelos negros. Muitos negros fugiram permanentemente da cidade; em 1870, a população negra havia diminuído um quarto em relação a 1865.

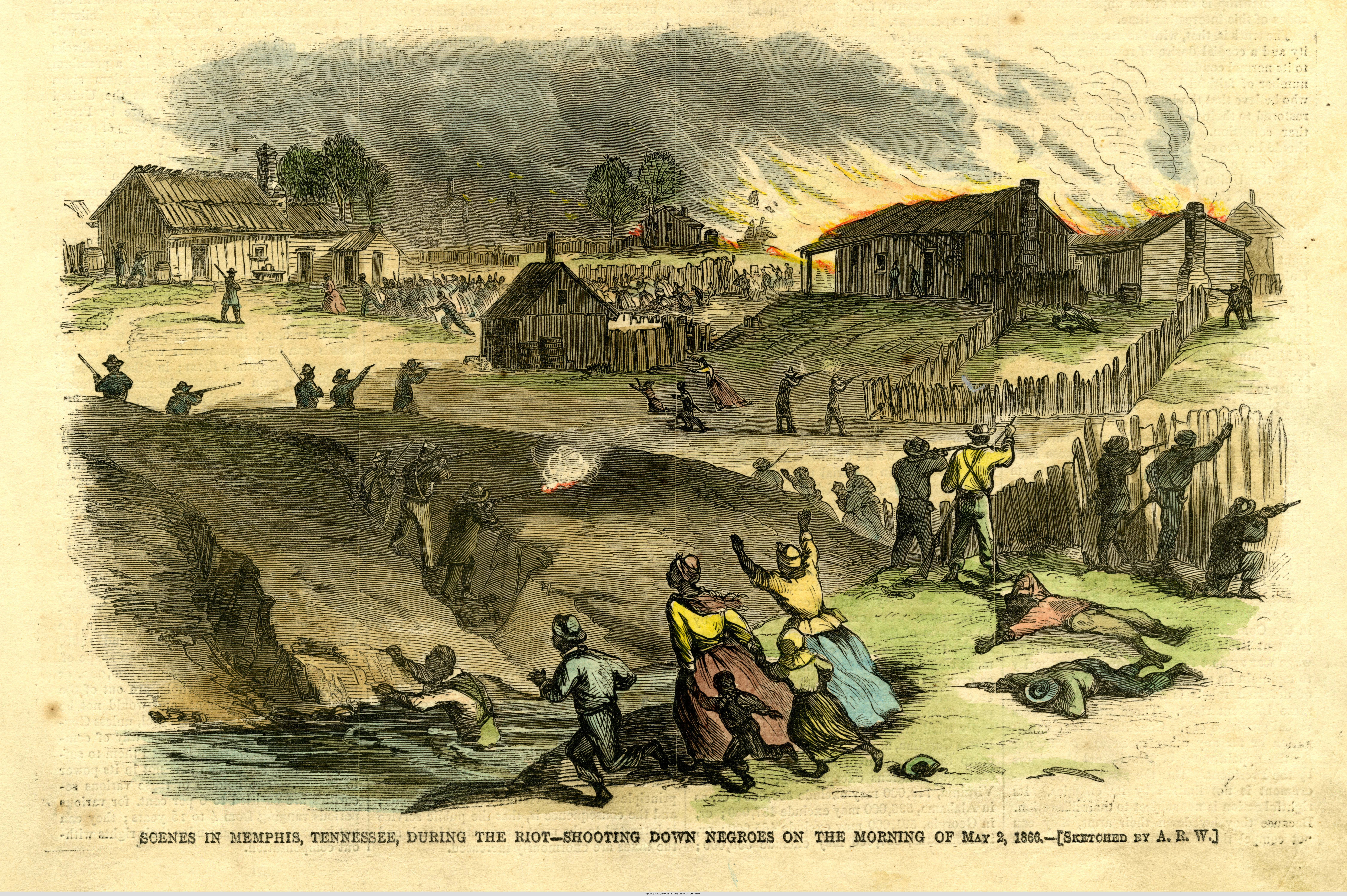
Ilustração de um ataque aos negros de Memphis. Harper's Weekly, 26 de maio de 1866.

A atenção pública após os motins e os relatos das atrocidades, juntamente com o massacre de Nova Orleães de 1866, em julho, reforçou a posição dos republicanos radicais no Congresso dos Estados Unidos de que era necessário fazer mais para proteger os libertos no Sul dos Estados Unidos e garantir-lhes plenos direitos como cidadãos. Os acontecimentos influenciaram a aprovação da Décima Quarta Emenda à Constituição dos Estados Unidos, que concedeu plena cidadania aos afro-americanos, assim como a Lei da Reconstrução [en], que estabeleceu distritos militares e supervisão em certos Estados.
A investigação sobre o motim sugeriu causas específicas relacionadas à competição na classe trabalhadora por habitação, trabalho e espaço social: imigrantes irlandeses e seus descendentes competiam com os libertos em todas essas áreas. Os plantadores brancos queriam expulsar os libertos de Memphis e levá-los de volta para as plantações, para apoiar o cultivo de algodão com seu trabalho. A violência foi uma forma de impor a ordem social após o fim da escravidão.

## Antecedentes
O comércio de algodão entrou em colapso no primeiro ano da guerra, causando problemas econômicos no Oeste do Tennessee. Após a tomada de Memphis pelas forças da União em 1862 e a ocupação do estado, a cidade tornou-se um centro de contrabando e um refúgio para escravos fugitivos que buscavam proteção dos antigos senhores.
No Condado de Shelby e nos quatro condados adjacentes em torno da cidade, a população total de escravos em 1860 era de 45.000. À medida que os escravos fugidos e libertos migravam para a cidade, a população negra de Memphis aumentou de 3.000 em 1860 para quase 20.000 em 1865. A população total de Memphis em 1860 era de 22.623, e, embora estivesse crescendo rapidamente, a presença dos negros teve um impacto significativo. Em 1870, a cidade tinha 40.226 habitantes.
Enquanto alguns negros viviam nos campos, as famílias da 3ª Artilharia - uma unidade negra que havia estado estacionada no local - construíram cabanas e barracas. Eles se estabeleceram além dos limites da cidade, perto de Forte Pickering [en], em uma área conhecida como South Memphis [en]. Outros negros se mudaram para lá em busca de proteção militar e assistência federal.
Único entre os estados devido à ocupação militar prolongada, durante a guerra o Tennessee criou uma espécie de Códigos Negros de fato, que dependia da cumplicidade da polícia, advogados, juízes, carcereiros, etc. Os proprietários de escravos do Tennessee e da região de Memphis enfrentavam a escassez de mão de obra devido à fuga de escravos para as linhas da União, e já não podiam contar com os lucros do trabalho forçado. Os brancos ficaram ressentidos e alarmados com o grande número de libertos circulando livremente em Memphis e pressionaram os militares a forçar os negros a trabalhar. Os militares prenderam os negros classificados como vagabundos e os obrigaram a aceitar contratos de trabalho nas plantações.

Ao General Nathan Dudley [en], que estabeleceu essa política de trabalho para o Agência de Libertos [en] de Memphis, o reverendo local T. E. Bliss escreveu:
Como é possível que as crianças de cor de Memphis, mesmo com seus livros de ortografia nas mãos, sejam apanhadas por sua ordem e levadas para o mesmo local, onde lhes é dito, de forma insolente, que 'é melhor estarem a apanhar algodão'? Será que é com o objetivo de 'conciliar' os seus antigos senhores rebeldes e ajudá-los a obter apoio para garantir a colheita de algodão? Será que é assim que os direitos mais básicos dessas pobres pessoas são desrespeitados, em benefício daqueles que as prejudicaram durante todos os seus dias?
Os soldados negros resistiram aos esforços para forçar o retorno de seu povo às plantações. O General Davis Tilson, que foi chefe do Bureau de Libertados de Memphis antes de Dudley, ao se referir às atividades dos soldados enviados para ameaçar os ociosos a retornarem ao trabalho nas plantações, afirmou que "os soldados de cor interferem em seu trabalho e dizem aos libertos que as declarações que lhes são feitas (...) são falsas, embaraçando assim as operações do Bureau."

### Residentes irlandeses
Antes da guerra, os imigrantes irlandeses representavam uma importante onda de recém-chegados à cidade: a etnia irlandesa constituía 9,9% da população em 1850, quando havia 8.841 pessoas na cidade. A população cresceu rapidamente em 1860 para 22.623 habitantes, com os irlandeses representando 23,2%. Os irlandeses enfrentaram discriminação considerável, mas, em 1860, ocupavam a maioria dos cargos na polícia e haviam conquistado muitos postos eletivos e de patrocínio no governo da cidade, incluindo o cargo de presidente da câmara. No entanto, os irlandeses também competiam com os negros livres por empregos de classe baixa, rejeitados pelos brancos, o que contribuiu para a animosidade entre os dois grupos. A política municipal em Memphis era afetada pela corrupção. O presidente da câmara, John Park, aparecia frequentemente em público embriagado, e o chefe da polícia reclamava de ter pouco controle sobre seus agentes.
A maioria dos irlandeses havia chegado em meados do século, após a Grande Fome da década de 1840. Muitos se estabeleceram em South Memphis, um bairro novo e etnicamente diverso, construído sobre dois bayous. Em South Memphis, viviam principalmente famílias de artesãos e trabalhadores semiqualificados. Quando o Exército ocupou Memphis, estabeleceu sua base de operações em Fort Pickering, vizinho à área. O Bureau de Libertados também instalou um escritório nessa região. Os refugiados negros se concentraram mais ao sul e fora dos limites da cidade.
Nos primeiros anos da ocupação, o Exército da União permitiu o governo civil, mas proibiu que veteranos confederados conhecidos assumissem cargos. Por esse motivo, muitos irlandeses de origem irlandesa conquistaram cargos durante esse período. O General Washburne dissolveu o governo da cidade em julho de 1864, mas este foi restaurado após o fim da ocupação militar, em julho de 1865.

### Tensões crescentes
O Daily Avalanche foi um dos jornais locais que exacerbou as tensões em relação aos negros, assim como aos esforços federais de Reconstrução após a guerra. O relatório do Agência de Libertos, após o motim, descrevia a longa "amargura" entre os negros e os "brancos baixos", agravada por alguns incidentes recentes entre eles. Tendo sido informados pelo presidente da câmara e pelos cidadãos de Memphis, em 1866, de que poderiam manter a ordem, o major-general George Stoneman [en] reduziu suas forças em Fort Pickering, mantendo apenas cerca de 150 homens destacados para lá. Estes foram utilizados para proteger a grande quantidade de material militar existente no forte.
As tensões sociais na cidade aumentaram quando o exército dos Estados Unidos utilizou soldados negros do exército da União para patrulhar Memphis. Havia uma competição entre os militares e o governo local sobre quem tinha mais autoridade; após a guerra, o papel do Agência de Libertos contribuiu para essa ambiguidade. Até o início de 1866, houve numerosos casos de ameaças e confrontos entre soldados negros que circulavam pela cidade e policiais brancos de Memphis, sendo que 90% destes eram imigrantes irlandeses. Muitas testemunhas relataram as tensões entre os grupos étnicos.
Os funcionários do Agência de Libertos relataram que a polícia prendia os soldados negros por delitos menores e, geralmente, tratava-os com brutalidade, em contraste com o tratamento dado aos suspeitos brancos. "Um historiador descreveu a composição da força policial como sendo como 'levar uma tropa de leões para guardar um rebanho de gado indisciplinado'" (U.S. House 1866:143). A polícia estava acostumada a interagir com os negros sob as leis da escravidão do Tennessee e ressentia-se de ver homens negros armados e fardados.
Os incidentes de brutalidade policial aumentaram. Em setembro de 1865, o Brigadeiro-General John E. Smith [en] proibiu "os divertimentos públicos, bailes e festas frequentemente organizados pelas pessoas de cor desta cidade". Às vezes, a polícia intervinha violentamente nos ajuntamentos de negros e, em uma ocasião, tentou prender um grupo de mulheres por prostituição; elas eram casadas com os soldados presentes no evento. Os soldados impediram a detenção e seguiu-se um impasse armado. A polícia empurrou e espancou os negros na rua pelo crime social de "insolência".

### No dia anterior aos motins
Os agentes elogiaram os soldados negros pela sua contenção nesses casos. Porém, espalharam-se rumores entre a comunidade branca de que os negros estavam planejando algum tipo de vingança organizada contra esses incidentes. Esperava-se que houvesse problemas após a retirada da maioria das tropas negras da União (o Terceiro Regimento de Artilharia Pesada de Cor dos Estados Unidos) em 30 de abril de 1866. Os ex-soldados precisaram permanecer na cidade por vários dias enquanto aguardavam o pagamento de sua dispensa; o Exército recuperou suas armas, mas alguns homens haviam adquirido armas privadas. Eles passaram o tempo circulando pela cidade, bebendo e festejando. Na tarde de 30 de abril, estourou uma briga de rua entre um grupo de três soldados negros e quatro policiais irlandeses. Após provocações de ambos os lados e um confronto físico, um agente da polícia atingiu um soldado na cabeça com uma arma de fogo, com força suficiente para quebrar a arma. Depois de mais confrontos, os dois grupos seguiram em direções diferentes. A notícia do incidente se espalhou rapidamente pela cidade. Nessa noite, veteranos negros embriagados dispararam pistolas nas ruas.

## Protestos

### Conflito com soldados negros
No dia 1 de maio de 1866, um grande grupo de soldados, mulheres e crianças negras reuniu-se em um espaço público, formando uma festa de rua improvisada. O grupo concentrou-se ao redor da South Street, e alguns dos presentes começaram a gritar e a disparar armas de fogo. Por volta das 16 horas, o Conservador do Registro Civil, John Creighton, ordenou que quatro agentes da polícia dispersassem o grupo. A polícia obedeceu, embora a área estivesse fora de sua jurisdição e Creighton não fizesse parte de sua cadeia de comando.
A tensão aumentou quando os soldados se recusaram a dispersar. Os quatro agentes, em desvantagem numérica, recuaram e solicitaram reforços. Os soldados perseguiram-nos, e um tiroteio teve início. O agente Stephens feriu-se acidentalmente na perna ao sacar sua arma de fogo. O ferimento foi erroneamente atribuído aos soldados e serviu para mobilizar os reforços policiais e outros participantes no conflito. O confronto intensificou-se, e o agente Finn foi baleado e morto na Avery Street.
Creighton e O'Neill deixaram o local para informar que dois policiais haviam sido baleados. Uma força policial da cidade e residentes brancos enfurecidos reuniram-se para confrontar os soldados negros. Vários soldados foram baleados e mortos no início da noite, incluindo alguns que tentavam fugir ou já estavam feridos, além de um que já havia sido preso.
O General George Stoneman foi solicitado a usar a força militar para restabelecer a ordem, mas ele recusou e sugeriu que o Xerife Winters organizasse um grupo para lidar com a situação. Stoneman autorizou o Capitão Arthur W. Allyn a enviar duas unidades de soldados de Fort Pickering. Eles patrulharam Memphis das 18h às 22h ou 23h, horário em que a maioria dos soldados negros já havia se retirado. Stoneman também ordenou que todos os soldados negros que retornassem a Fort Pickering fossem desarmados e mantidos na base.

### Violência de multidões

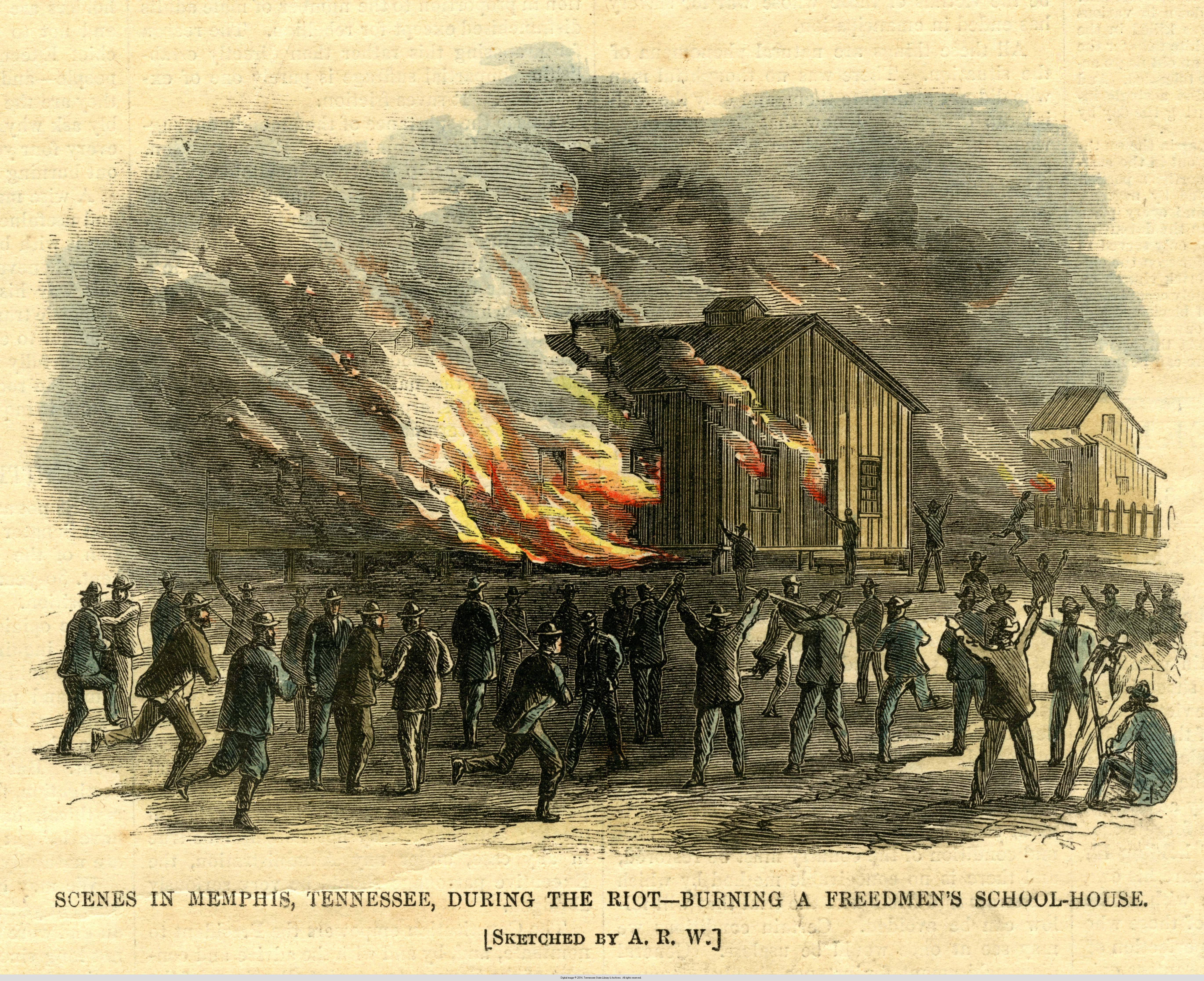
A escola dos libertos foi queimada.

Ao final da tarde, não encontrando soldados, a multidão branca que se havia formado atacou várias casas de negros na área, saqueando e agredindo as pessoas que encontravam. Casas, escolas e igrejas foram atacadas, muitas delas incendiadas, e os residentes negros foram alvo de ataques indiscriminados, resultando em várias mortes. Algumas vítimas morreram quando foram forçadas a permanecer em suas casas em chamas.
Essas atividades foram retomadas na manhã de 2 de maio e continuaram por um dia inteiro. A polícia e os bombeiros representavam um terço da multidão (24% e 10%, respectivamente, do grupo total). A eles juntaram-se proprietários de pequenos negócios (28%), escriturários (10%), artesãos (10%) e funcionários municipais (4,5%). John Pendergast e seus filhos, Michael e Patrick, teriam desempenhado um papel central na organização da violência, utilizando sua mercearia na South St. e Causey St. como base de operações. Uma mulher negra relatou que Pendergast lhe disse: “Eu sou o homem que trouxe esta multidão para aqui, e eles farão exatamente o que eu lhes disser”.
Após o primeiro dia, conforme relatado posteriormente pelo General Stoneman, os negros não agiram de forma agressiva durante o motim, concentrando-se apenas em sobreviver. No local do incidente inicial, o Conservador do Registro Municipal, John Creighton, incitou uma multidão branca a armar-se e a atacar os negros, com o objetivo de expulsá-los da cidade. Rumores de uma rebelião armada por parte dos residentes negros de Memphis foram disseminados por funcionários brancos locais e por agitadores. O Presidente da Câmara de Memphis, John Park, estava ausente em circunstâncias suspeitas (dizia-se que estava embriagado), enquanto o General Runkle, chefe do Agência de Libertos, não dispunha de forças suficientes para intervir.
O General George Stoneman, comandante das tropas federais de ocupação em Memphis, demonstrou indecisão ao tentar conter as fases iniciais do motim. Sua inação contribuiu para o aumento da escala da violência. Ele declarou lei marcial na tarde de 3 de maio e restabeleceu a ordem por meio do uso da força.
O Procurador-Geral do Tennessee, William Wallace, nomeado para liderar um grupo de 40 homens, teria supostamente encorajado seus integrantes a matar e a incendiar.

### Baixas e custos

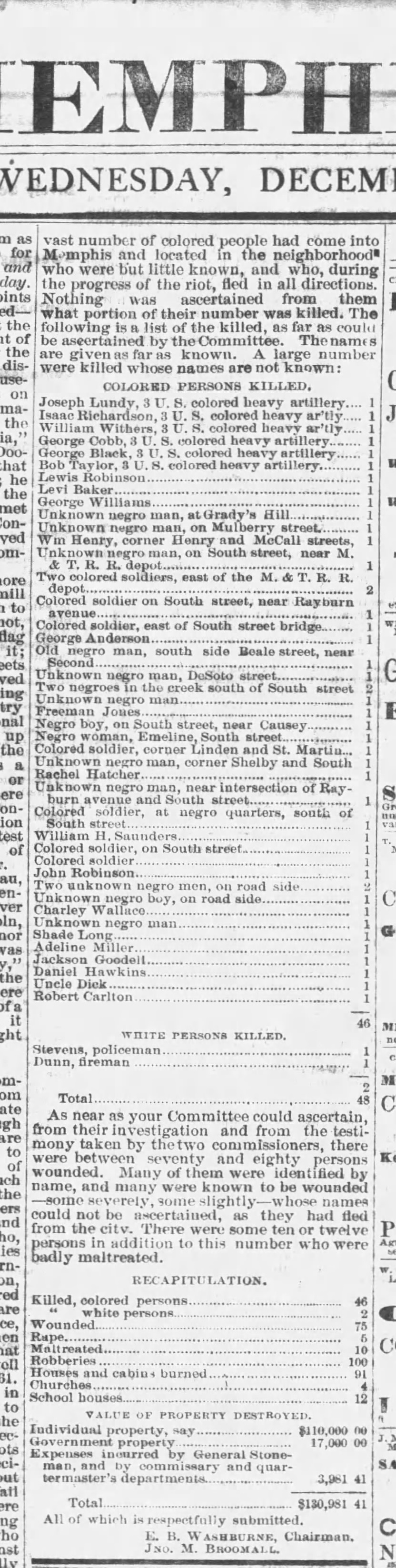
Lista de vítimas do massacre racial de Memphis, publicada em 6 de dezembro de 1866, no Memphis Avalanche; vários dos mortos eram das tropas de cor dos EUA (afro-americanos), a maioria do 3º Regimento de Artilharia Pesada das Tropas de Cor dos EUA.

No total, 46 pessoas negras e 2 pessoas brancas perderam a vida (uma feriu-se acidentalmente e a outra foi supostamente morta por outros indivíduos brancos). Além disso, 75 pessoas ficaram feridas (a maioria negras), mais de 100 foram vítimas de assaltos, e 5 mulheres negras relataram ter sido violadas, testemunhando posteriormente perante a comissão de investigação do Congresso. Foram incendiadas 91 casas (89 pertencentes a pessoas negras, uma a um indivíduo branco e uma a um casal inter-racial), além de 4 igrejas e 12 escolas frequentadas pela comunidade negra. De acordo com estimativas modernas, os danos materiais ultrapassaram 100.000 dólares, incluindo os salários confiscados de veteranos negros pela polícia durante os primeiros confrontos.
O veterano confederado Ben Dennis foi morto em 3 de maio após ser visto conversando com um amigo negro em um bar. As investigações revelaram que a multidão direcionou sua violência principalmente contra as casas (e as esposas) dos soldados negros. O incêndio criminoso foi o delito mais frequente. A escolha das casas atacadas pareceu basear-se no comportamento dos ocupantes, poupando aquelas cujos moradores eram considerados submissos.

## Consequências
O Daily Avalanche elogiou Stoneman por suas ações durante os eventos, comentando em um editorial: “Ele agiu com base na ideia de que, se fossem necessárias tropas para proteger os direitos dos negros, tropas brancas poderiam fazê-lo de forma menos ofensiva para nossa população do que tropas negras. Ele compreende as necessidades deste país e reconhece que os negros podem contribuir mais para o país trabalhando nos campos de algodão do que em outras áreas.” O Avalanche também expressou sua crença de que a violência restauraria a antiga ordem social: “Com a eliminação da principal fonte de nossos problemas, podemos esperar com confiança o retorno à ordem anterior. A população negra cumprirá agora seu papel... Homens e mulheres negros estão repentinamente em busca de trabalho nas fazendas... Graças a Deus, a raça branca reassumiu o controle em Memphis.”

### Respostas jurídicas
Nenhum processo penal foi instaurado contra os instigadores ou participantes dos motins de Memphis. O Procurador-Geral dos Estados Unidos, James Speed [en], não identificou base legal para uma intervenção federal e não recomendou a abertura de processos a nível federal, argumentando que as ações judiciais relacionadas aos motins eram de responsabilidade do Estado. No entanto, as autoridades estaduais e locais não tomaram nenhuma medida, e um grande júri nunca foi convocado para investigar o caso.

### Investigação pelo Agência de Libertos
O motim de Memphis foi investigado pelo Agência de Libertos, com o apoio do Exército e dos inspetores gerais [en] do Tennessee, que coletaram depoimentos dos envolvidos. Além disso, uma comissão do Congresso realizou uma investigação e produziu um relatório. A comissão chegou a Memphis em 22 de maio e entrevistou 170 testemunhas, incluindo Frances Thompson [en], registrando extensos relatos orais de negros e brancos.

### Efeitos políticos
O motim de Memphis, juntamente com um incidente semelhante (o massacre de Nova Orleans em julho de 1866), resultou no aumento do apoio à Reconstrução Radical. Os relatos sobre o motim prejudicaram a imagem do presidente Andrew Johnson, que era do Tennessee e havia sido governador militar do estado durante o governo de Lincoln. O programa de Johnson para a Reconstrução Presidencial foi bloqueado, e o Congresso avançou com a Reconstrução Radical. Nas eleições de 1866, os Republicanos Radicais conquistaram uma maioria à prova de veto no Congresso. Posteriormente, aprovaram legislações fundamentais, como as Leis da Reconstrução, as Leis de Execução e a Décima Quarta Emenda à Constituição dos Estados Unidos, que garantiam cidadania, igualdade de proteção perante a lei e devido processo legal aos antigos escravos. A mudança no cenário político, impulsionada pela reação aos motins raciais, permitiu que os antigos escravos conquistassem direitos plenos de cidadania. Na Assembleia do Tennessee, o motim destacou a ausência de leis estaduais que definissem o status legal dos libertos.

### Memphis
Muitos negros deixaram a cidade permanentemente devido ao ambiente hostil. O Agência de Libertos continuou seus esforços para proteger os residentes que permaneceram. Em 1870, a população negra havia diminuído em um quarto em comparação com 1865, totalizando cerca de 15.000 pessoas, em uma população total da cidade que ultrapassava 40.000.
A comunidade negra, no entanto, manteve sua resistência. Em 22 de maio de 1866, trabalhadores portuários do rio organizaram uma greve e marcharam por salários mais altos. (Todos os grevistas foram presos.) Durante o verão, a organização fraterna negra Sons of Ham promoveu manifestações em favor do sufrágio negro, que foi conquistado ainda no século XIX. No entanto, no início do século XX, o Tennessee, assim como outros estados do Sul, implementou barreiras ao registro e à votação de eleitores, excluindo efetivamente a maioria dos negros do sistema político por mais de seis décadas.
A legislatura estadual assumiu o controle da força policial da cidade e aprovou uma lei que reformulou o sistema de punição criminal de Memphis, que entrou em vigor em 1º de julho de 1886.